# Визовый режим
Ви́зовый режи́м — условия (правила) получения визы и особый порядок пересечения государственной границы, установленный государством как в одностороннем порядке, так и на основании договоренностей между государствами.
Существуют различные типы визовых режимов: общий, дипломатический, частный, транзитный.
При общем визовом режиме, для всех граждан определённой страны применяются одинаковые правила для пересечения границ той или иной страны. Для дипломатического визового режима, определяются особые правила либо исключения в отношении дипломатов, делегаций и лиц, сопровождающих их. При частном визовом режиме, устанавливаются определённые правила (в основном запреты) на пересечение границ определённому лицу или лицам по какому-либо признаку или без него поимённо.
Визовый режим может быть как временным, введённым в результате каких-либо субъективных факторов (проведение спортивных чемпионатов, встреча глав многих государств), так и постоянным.